# Международно частно право
Международното частно право е самостоятелен правен клон в системата на правото или особен правен отрасъл на националното право, чиито правни норми са предназначени да регламентират частните отношения с международен елемент.
Международното частно право регулира две групи отношения:
1. обществените отношения, които възникват, развиват се и се погасяват в пределите на проявление на един държавен суверенитет или т.нар. вътрешни правоотношения (предмет на вътрешнодържавна уредба) и
2. международните отношения, които излизат извън рамките на държавния суверенитет и засягат няколко държави, т.е. отношения между субектите, носители на суверенитет – държавите.